# カナダ系アメリカ人

カナダとアメリカの国境

カナダ系アメリカ人 英語 : ( American people of Canadian descent ) ( 🔊 listen ) フランス語 : ( Les Américains d'origine canadienne ) ( 🔊 listen ) は、祖先が完全または部分的にカナダ人である米国市民に適用できる民族である。